# بنك الاستثمار الوطني الغاني
بنك الاستثمار الوطني الغاني ، الذي يتم اختصاره عادةً إلى (NIB) ، هو بنك تجاري مملوك للدولة في غانا . إنه أحد البنوك التجارية المرخصة من قبل بنك غانا ، الجهة الرقابية المصرفية الوطنية.
هو بنك مزود خدمات مالية متوسط الحجم في غانا. بلغ إجمالي قيمة أصول البنك حوالي 468.5 مليون دولار أمريكي (GHS: 878.9 مليون دولار) اعتباراً من ديسمبر 2011، مع حقوق ملكية للمساهمين تبلغ حوالي 47 مليون دولار أمريكي (GHS: 88.1 مليون دولار).